# Kościół Niepokalanego Poczęcia Najświętszej Maryi Panny w Milanowie
Kościół Niepokalanego Poczęcia Najświętszej Maryi Panny – rzymskokatolicki kościół parafialny należący do parafii pod tym samym wezwaniem (dekanat Parczew diecezji siedleckiej).
Jest to skromna jednonawowa świątynia zaprojektowana przez architekta Henryka Marconiego. Została wybudowana w latach 1856-1872 i ufundowana została przez Wandę Uruską-Caboga (1788-1876), właścicielkę Milanowa. W 1876 roku kościół został zamknięty przez władze carskie. Po ukazie tolerancyjnym z 1906 roku świątynia została otwarta. W 1928 roku przy kościele została erygowana samodzielna parafia.
W świątyni, na ścianie po lewej stronie jest umieszczona marmurowa tablica z epitafium fundatorki.